# 카를로스 차베스 (야구 선수)
카를로스 차베스(스페인어: Carlos Chávez, 1972년 8월 25일 ~ )은 전 KBO 리그 한화 이글스의 선수이다.